# Everlasting
Everlasting és el primer àlbum d'estudi del grup d'origen japonès Every Little Thing; fou llançat el 9 d'abril de 1997 i debutà en el #1 en els charts d'Oricon, catapultant-los a l'èxit. L'àlbum inclou versions millorades o alternatives de les incloses en els senzill previs, més alguns interludis instrumentals.

## Llista de cançons
1. Future World
2. Feel My Heart (Àlbum Mix)
3. Here and Everywhere
4. Season (Album Version)
5. 二人で時代を変えてみたい (Futari de Jidai o Kaete Mitai)
6. たとえ遠く離れてても．．． (Tatoe Tooku Hanarete Temo...)
7. micro stress (Intro)
8. Dear My Friend (Àlbum Mix)
9. Looking Back On Your Love
10. Never Stop!
11. I'll Get Over You
12. Double Moon